# 小行星3625
小行星3625（3625 Fracastoro）是一颗绕太阳运转的小行星，为主小行星带小行星。该小行星于1984年4月27日发现。

## 轨道参数
小行星3625的轨道半长轴为3.0535038 UA，离心率为0.113。